# Colymbetes
Genre

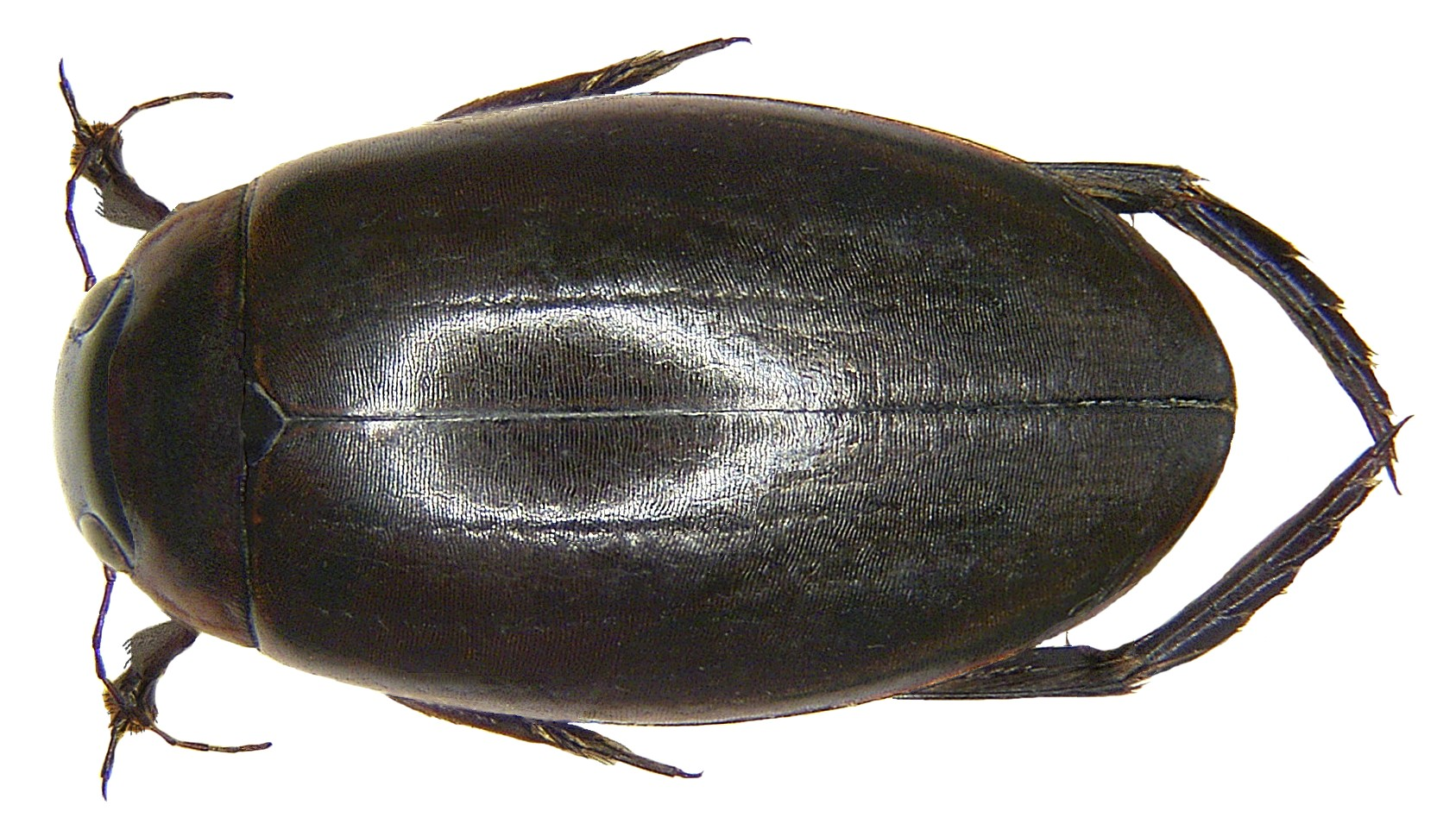
Colymbetes fuscus

Colymbetes est un genre d'insectes de l'ordre des coléoptères, de la famille des dytiscidés.

## Espèces rencontrées en Amérique du Nord
- Colymbetes crotchi Sharp 1882
- Colymbetes dahuricus Aubé 1836
- Colymbetes densus LeConte 1859
- Colymbetes dolabratus (Paykull 1798)
- Colymbetes exaratus LeConte 1862
- Colymbetes incognitus Zimmerman 1981
- Colymbetes paykulli Erichson 1837
- Colymbetes sculptilis Harris 1829
- Colymbetes strigatus LeConte 1851

## Espèces rencontrées en Europe
- Colymbetes dolabratus (Paykull 1798)
- Colymbetes fuscus (Linnaeus 1758)
- Colymbetes paykulli Erichson 1837
- Colymbetes schildknechti Dettner 1983
- Colymbetes striatus (Linnaeus 1758)

## Liste d'espèces
Selon Catalogue of Life (31 août 2014) :
- Colymbetes dahuricus
- Colymbetes densus
- Colymbetes dolabratus
- Colymbetes exaratus
- Colymbetes fuscus
- Colymbetes incognitus
- Colymbetes koenigi
- Colymbetes magnus
- Colymbetes mesepotamicus
- Colymbetes minimus
- Colymbetes paykulli
- Colymbetes piceus
- Colymbetes pseudostriatus
- Colymbetes schildknechti
- Colymbetes sculptilis
- Colymbetes semenowi
- Colymbetes striatus
- Colymbetes strigatus
- Colymbetes substrigatus
- Colymbetes tschitscherini
- Colymbetes vagans

Selon ITIS (31 août 2014) :
- Colymbetes dahuricus Aubé, 1837
- Colymbetes densus LeConte, 1859
- Colymbetes dolabratus (Paykull, 1798)
- Colymbetes exaratus LeConte, 1862
- Colymbetes fuscus (Linnaeus, 1758)
- Colymbetes incognitus Zimmerman, 1981
- Colymbetes koenigi Zaitzev, 1927
- Colymbetes magnus Feng, 1936
- Colymbetes mesepotamicus Abdul-Karim & Ali, 1986
- Colymbetes minimus Zaitzev, 1908
- Colymbetes paykulli Erichson, 1837
- Colymbetes piceus Klug, 1834
- Colymbetes pseudostriatus Nilsson, 2002
- Colymbetes schildknechti Dettner, 1983
- Colymbetes sculptilis Harris, 1829
- Colymbetes semenowi (Jakovlev, 1896)
- Colymbetes striatus (Linnaeus, 1758)
- Colymbetes strigatus LeConte, 1852
- Colymbetes substrigatus Sharp, 1882
- Colymbetes tschitscherini (Jakovlev, 1896)
- Colymbetes vagans Sharp, 1882

Noms en synonymie
- Colymbetes elegans, Colymbetes multistriatus et Copelatus signatus, des synonymes de Copelatus posticatus